# 秋吉雄一朗
秋吉雄一朗（日语：あきよし ゆういちろう，1984年─）出生於日本福岡縣飯塚市的日本料理廚師，在法國巴黎十五區開ああ一家懷石料理餐廳，並且獲得米其林指南一星評鑑的肯定。

## 生平
他在高中畢業之後，前往京都瓢亭（米其林指南三星評鑑）擔任料理學徒，在那裏受到嚴謹的料理訓練，經過6年努力的實績，讓他成為瓢亭別館的料理長。到了這個位階的他，經常有機會接觸到外籍記者的採訪，或者是國外廚師的交流經驗，使得他在心裡有一股前往國外料理的企圖。
他知道外務省有招募外交單位料理人員的制度，確保由日本外交領事單位主辦的各式宴席，能夠維持日本料理的味道和精神，他向外務省投了履歷之後，就收到位於巴黎的經濟合作暨發展組織有個職缺，於是他就前往法國任職。
他在法國任職了三年的時間後回到日本，這當中也得到許多法式料理的刺激和靈感，於是2019年找到投資方的允諾，也順利在巴黎找到合適的店面，沒有想到迎來了新冠肺炎的席捲，直到2022年才真正創業「茶懐石 秋吉」（chakaiseki akiyoshi），兩年即獲得米其林指南一星評鑑，對於他的經營日本懷石料理的精神和堅持，是一個重要的肯定。

## 相關連結
- 官方網站：茶懐石 秋吉
- Instagram：秋吉雄一朗
- 米其林指南：Chakaiseki Akiyoshi